# المجر العثمانية
المجر العثمانية هي الأراضي التي فتحا العثمانيون في جنوب ووسط المجر في العصور الوسطى التي حكمتها الدولة العثمانية 158 عاماً مزدهرة، من 1541م إلى 1699م، حيث كان الحكم العثماني متوزعاً جغرافياً وشمل في الغالب الأراضي الجنوبية من مملكة المجر السابقة في العصور الوسطى حيث كانت تقريبًا منطقة السهول المجرية العظمى بأكملها (باستثناء الأجزاء الشمالية الشرقية) وترانسدانوبيا الجنوبية.

## نبذة تاريخية
بحلول القرن السادس عشر، زادت قوة الدولة العثمانية بشكل تدريجي، وزادت الأراضي التي يسيطرون عليها في البلقان، بينما ضعفت مملكة المجر بسبب انتفاضات الفلاحين. في عهد الملك لويس الثاني جاجيلون (1516-1526)، قسمت المعارضات الداخلية طبقة النبلاء.
شن السلطان سليمان القانوني (1520-1566) حملة على مملكة المجر وفتح بلغراد في عام 1521م وكانت منطلقا للفتوحات الأخرى، وأسماها العثمانيون: "دار الجهاد". كانت مملكة المجر تحت قيادة مهترئة ومتناحرة ولم يدعمها أحد من الدول المسيحية إلا قليلا، وهزم العثمانيون الجيش المجري وحلفائه في ساعتين بيوم 29 أغسطس 1526م في معركة موهاكس. واستولى كُلًا من يوحنا زابولياي وخصمه فرديناند الأول على عرش مملكة الدولة التابعة. ذهب السلطان سليمان القانوني أبعد من ذلك وحاول سحق القوات النمساوية، لكن حصاره لفيينا فشل في عام 1529م بعد أن تراجع بسبب بداية فصل الشتاء. كان عرش المجر موضع نزاع بين زابولياي وفرديناند حتى عام 1540م. بعد فتح العثمانيين لمدينة "بودا" عاصمة المجر، اعترف الغرب والشمال بهابسبورغ كملك («المجر الملكية»)، في حين أن المقاطعات الوسطى والجنوبية ضُمت إلى الدولة العثمانية وحكم الشرق ابن زابولياي تحت اسم المملكة المجرية الشرقية التي أصبحت بعد 1570 إمارة ترانسيلفانيا. في حين أن عدد كبير من الجنود العثمانيين 17,000 و19,000 الذين خدموا في حماية القلاع العثمانية في أراضي المجر كانوا من الأرثوذكسية ومسلمي البلقان السلاف، خدم السلاف الجنوبيون كفرسان آقنجي عثمانية (وحدات سلاح الفرسان الخفيفة) وقوات خفيفة أخرى لنهب أراضي المجر الحالية. 
في هذه الأوقات، بدأت أراضي المجر الحالية في الخضوع للتغييرات بسبب الفتح العثماني. بقيت الأراضي الشاسعة غير مأهولة ومغطاة بالغابات. تحولت سهول الفيضانات إلى مستنقعات. هرب بعض الفلاحين لتشكيل عصابات من المتمردين، عُرفت باسم قوات هاجو. في نهاية المطاف، استصلحت الدولة العثمانية سلسلة طويلة من الحصون الحدودية، وازدهر الاقتصاد تحت الحكم العثماني. في المناطق الضخمة غير المأهولة بالسكان، قامت البلدات بتربية الماشية التي وُجهت إلى جنوب ألمانيا وشمال إيطاليا – في بعض السنوات صدرت 500,000 رأساً من الماشية. 
كانت هزيمة القوات العثمانية بقيادة الصدر الأعظم قره مصطفى باشا في الحصار الثاني لفيينا في عام 1683م، على أيدي الجيوش المشتركة لبولندا والإمبراطورية الرومانية المقدسة تحت قيادة ملك بولندا يوحنا الثالث سوبياسكي، الحدث الحاسم الذي أرجح ميزان القوى في المنطقة.  بموجب شروط معاهدة كارلوفجة التي أنهت الحرب التركية العظمى في عام 1699م، تنازل العثمانيون لهابسبورغ عن جزء كبير من الأراضي التي فتحوها سابقًا في مملكة المجر في العصور الوسطى. بعد هذه المعاهدة، أدار أفراد آل هابسبورغ مملكة هابسبورغ المجرية التي توسعت كثيرًا، حيث كانوا يسيطرون سابقًا على المنطقة المعروفة باسم «المجر الملكية». 
في أربعينيات القرن السادس عشر كان مجموع الحصون الرئيسية الأربعة بودا (2965)، وبشت (1481)، وسيكشفهيرفار (2978) وازترغوم (2775) بها 10200 جندي. 
اختلف عدد قوات الحامية العثمانية العسكرية المتمركزة في المجر العثمانية، ولكن خلال فترة الذروة في منتصف القرن السادس عشر، ارتفع إلى ما بين 20,000 و22,000 رجل. وبسبب انتشار الأمان في المجر العثمانية، كان التواجد العسكري العثماني منخفضًا في الأراضي المفتوحة إلى حد ما في معظم أنحاء البلاد وتركزت نسبة كبيرة منه في عدد قليل من القلاع الرئيسية من أجل التأمين العسكري لحدود الدولة العثمانية. 
في عام 1640 عندما بقيت الجبهة هادئة نسبيًا، كان 8000 جندي من الإنكشارية، الذين دُعموا من قِبل عدد غير موثق من المجندين المحليين، كافيين لحامية كامل إيالة بودين (بودا).

## السلطة
قُسمت المنطقة إلى إيالات عثمانية (مقاطعات)، والتي قُسمت أيضًا إلى سناجق، مع وجود أعلى مسؤول عثماني وهو باشا بودين (وهو الاسم العثماني لمدينة: بودا). في البداية، كانت الأراضي التي فتحها العثمانيون في المجر الحالية جزءًا من إيالة بودين. في وقت لاحق، شُكلت إيالات جديدة: تيميشوار، وزيغيتفار، وكانيجي، وأغر، وفارات. تقع المراكز الإدارية في بودين وزيغيتفار وكانيجي وأغر في أراضي المجر الحالية، في حين أن إيالات تيميشوار ووفارات التي كانت مراكزها الإدارية في دولة رومانيا الحالية شملت أيضا بعض أجزاء من المجر الحالية. كان الباشوات في السناجق مسؤولين عن الإدارة والصلاحيات والدفاع.
وأدار السلاطين العثمانيون نحو 20 في المائة من الأرض لمصلحة الدولة العثمانية، وقُسمت بقية الأراضي المفتوحة بين الجنود وموظفي الخدمة المدنية. كان جمع الضرائب ذو أهمية كبيرة للباب العالي هاجر معظم النبلاء وأعداد كبيرة من المواطنين إلى مقاطعة هابسبورغ مملكة المجر («المجر الملكية»). تسببت الحروب وأخذ الرقيق وهجرة النبلاء الذين فقدوا أراضيهم في تهجير سكان الريف.
مارس العثمانيون التسامح الديني وسمحوا لمختلف الأعراق التي تعيش داخل الدولة العثمانية باستقلالية كبيرة في الشؤون الداخلية. حافظت المدن على بعض الحكم الذاتي، وتطورت طبقة متوسطة مزدهرة من خلال الحرفيين والتجارة.

## الثقافة
على الرغم من الحرب المستمرة مع هابسبورغ، فقد نشأت العديد من المراكز الثقافية في هذه الزاوية الشمالية البعيدة من الدولة العثمانية. ومن الأمثلة التي شوهدت عن العمارة العثمانية من الفترة الكلاسيكية هي المراكز الشهيرة من القسطنطينية وأدرنة، وشوهدت أيضًا أمثلة في إقليم جنوب المجر الحالية، حيث بُنيت المساجد والجسور، والنوافير، والحمامات والمدارس.
بعد غزو ملكية هابسبورغ لأراضي المجر العثمانية، دُمرت معظم هذه الأعمال وبقي عدد قليل منها حتى يومنا هذا. كان إدخال الحمامات التركية، مع بناء حمامات روداس، بداية لتقليد طويل في أراضي المجر الحالية. بُني ما لا يقل عن 75 حمام (حمامات البخار) خلال العصر العثماني.